# John M.S. Causin
John M.S. Causin (ur. 1811, zm. 30 stycznia 1861 w Cairo, Illinois) – amerykański prawnik i polityk związany z Partią Wigów. W latach 1843–1845 przez jedną kadencję Kongresu Stanów Zjednoczonych był przedstawicielem pierwszego okręgu wyborczego w stanie Maryland w Izbie Reprezentantów Stanów Zjednoczonych.